# Andreas Weissenbach
Andreas Weissenbach (auch Weißenbach; * 9. September 1925 in Imst) ist ein österreichischer Maler.

## Leben
Andreas Weissenbach wuchs in Imst und Ehrwald auf, absolvierte eine Malerlehre und besuchte die Mal- und Zeichenschule von Toni Kirchmayr in Innsbruck. Im Zweiten Weltkrieg wurde er 1943 zum Kriegsdienst eingezogen und geriet in Jugoslawien in Kriegsgefangenschaft, aus der er erst 1948 heimkehrte. Von 1949 bis 1954 studierte er an der Akademie der bildenden Künste Wien bei Herbert Boeckl und in der Grafikklasse von Christian Ludwig Martin und erhielt mehrere Auszeichnungen, darunter  den Fügerpreis. Nach Abschluss des Studiums kehrte Weissenbach nach Imst zurück und erhielt bald erste öffentliche Aufträge für Fassadengestaltungen. Ab 1967 war er Professor an der Fachabteilung Kunsthandwerk der HTL Innsbruck und unterrichtete Freihandzeichnen, Anatomie und Malen. Seit 1958 ist er Mitglied der Tiroler Künstlerschaft.
Zu Weissenbachs Werk gehören vorwiegend Landschaftsbilder, aber auch Stillleben, Ortsansichten, Selbstbildnisse, mythologische Szenen und Fasnachtsbilder in unterschiedlichsten Techniken wie Aquarell, Öl, Tempera, Tusche, als Rohrfederzeichnung oder in verschiedenen Drucktechniken. Die Fassadengestaltungen führte er in Form von Mosaiken, Sgraffiti, Secco- oder Freskomalerei aus. Weissenbach ist auch aktiv in der Imster Fasnacht und hat Larven geschnitzt und gefasst.

## Werke im öffentlichen Raum

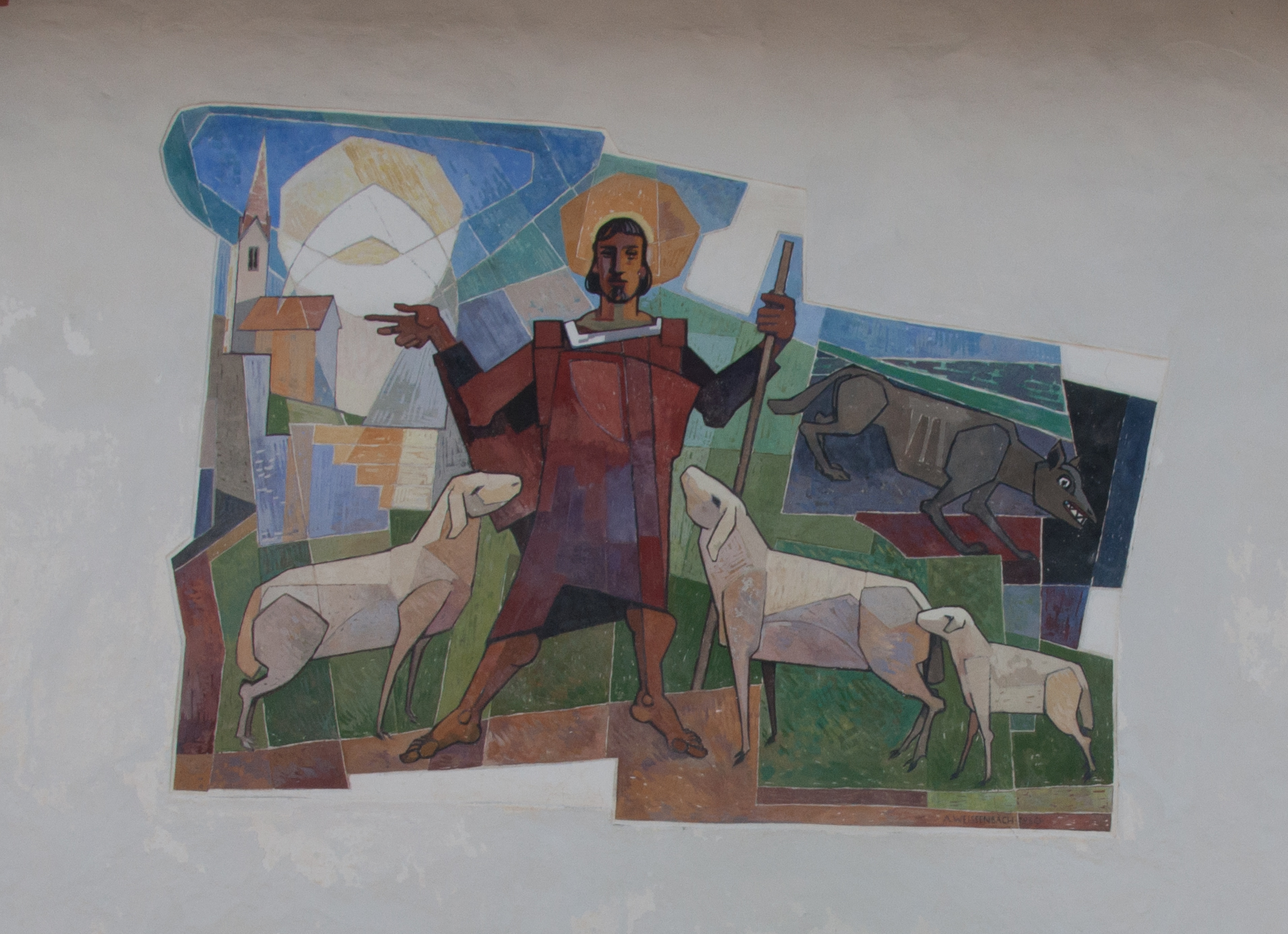
Wandmalerei Guter Hirte am Widum Stanz (1960)

- Wandmalerei Jüngstes Gericht, Michaelskapelle, Friedhof Imst, 1956[2]
- Fresko Pietà, Kriegerdenkmal Mils bei Imst, 1956[3]
- Wandmalerei Guter Hirte, Widum Stanz bei Landeck, 1960[4]
- Mosaiken Maria mit Kind, Christus als Guter Hirte, hl. Christophorus, hl. Josef, Bildstock am Kapf, Arzl im Pitztal, 1961[5]
- Mosaik Imster Schemenlaufen am alten Kino, Imst, 1962 (nach Abriss des Gebäudes im Inneren des stattdessen errichteten Bürogebäudes angebracht)[6]
- Sgraffito mit Motiven der Postbeförderung und des Postwesens, Hotel Post, Imst, 1965[7]
- Altarmosaik Erzengel Michael, Kirche zu den hll. Engeln, Imst-Brennbichl, um 1967[8]
- Wandmalerei Bauernfamilie, Landwirtschaftliche Landeslehranstalt, ehemalige Reitervilla, Imst, um 1970[9]
- Mosaik Gottvater im Portaltympanon, Johanneskirche, Imst, 1976–1979[10]